# طقسوس كندي
طقسوس كندي (الاسم العلمي:Taxus canadensis) (بالإنجليزية: Canadian yew)‏ هو نوع من النباتات يتبع جنس الطقسوس من الفصيلة الطقسوسية.